# ستيفان رودري
ستيفان رودري (بالإنجليزية: Steffan Rhodri) ممثل ويلزي.

## وصلات خارجية
- ستيفان رودري على موقع IMDb (الإنجليزية)
- ستيفان رودري على موقع قاعدة بيانات الفيلم (الإنجليزية)